# Pachyelater
Pachyelater is een geslacht van kevers uit de familie  
kniptorren (Elateridae).
Het geslacht is voor het eerst wetenschappelijk beschreven in 1897 door Pierre Lesne.

## Soorten
Het geslacht omvat de volgende soorten:
- Pachyelater birmanicus (Schimmel, 1993)
- Pachyelater insularis Candèze, 1893
- Pachyelater lesnei Fleutiaux
- Pachyelater macrocerus Lesne, 1906
- Pachyelater madagascariensis (Lesne, 1897)
- Pachyelater nomopleus Candèze, 1891
- Pachyelater obscurus Lesne, 1906